# Какітані Йоїтіро
Йоїтіро Какітані (яп. 柿谷曜一朗, нар. 3 січня 1990, Осака) — японський футболіст, нападник клубу «Сересо Осака» та національної збірної Японії.

## Клубна кар'єра
Народився 3 січня 1990 року в місті Осака. Вихованець футбольної школи місцевого клубу «Сересо Осака». Дорослу футбольну кар'єру розпочав 2006 року в основній команді того ж клубу.
Виступи за осакську команду переривалися у 2009–2011 роках, коли Йоїтіро захищав кольори іншого японського клубу, «Токусіма Вортіс», на умовах оренди. Провів за команду з Токусіми 97 матчів в національному чемпіонаті.
Повернувшись до «Сересо Осака», стабільно виходить на поле в основному складі команди клубу.

## Виступи за збірні
2005 року дебютував у складі юнацької збірної Японії, взяв участь у 15 іграх на юнацькому рівні, відзначившись 8 забитими голами.
2013 року дебютував в офіційних матчах у складі національної збірної Японії. Наразі провів у формі головної команди країни 9 матчів, забивши 4 голи.

## Статистика
Статистика виступів у національній збірній.
| Збірна Японії | Збірна Японії | Збірна Японії |
| Роки          | Ігри          | голи          |
| ------------- | ------------- | ------------- |
| 2013          | 9             | 4             |
| 2014          | 9             | 1             |
| Усього        | 18            | 5             |

## Титули і досягнення
- Чемпіон Швейцарії (1):

«Базель»: 2014-15
- Володар Кубка Джей-ліги (2):

«Сересо Осака»: 2017
«Наґоя Ґрампус»: 2021
- Володар Кубка Імператора (1):

«Сересо Осака»: 2017
- Володар Суперкубка Японії (1):

«Сересо Осака»: 2018
Збірні
- Переможець Юнацького (U-17) кубка Азії: 2006
- Переможець Кубка Східної Азії: 2013